# Globální osvětlení
Jako metody globálního osvětlení (global illumination) se označují algoritmy, které simulují fyzikální šíření světla scénou. Na rozdíl od algoritmů přímého osvětlení (direct illumination), které uvažují pouze světlo přímo dopadající ze světelného zdroje, počítají metody globálního osvětlení s paprsky odraženými nebo lomenými jinými objekty ve scéně. Snaží se tedy fyzikálně realistický vzhled scény. Vstupem těchto metod je geometrie, materiály a světelné zdroje ve scéně. Dva základní přístupy těchto metod se anglicky nazývají point sampling (příkladem je ray tracing) a finite elements (radiozita).
Mezi tyto metody patří například:
- ray tracing
- Monte Carlo ray tracing
- bidirectional path tracing (obousměrné sledování světelných cest)
- radiozita
- photon mapping

## Ukázka

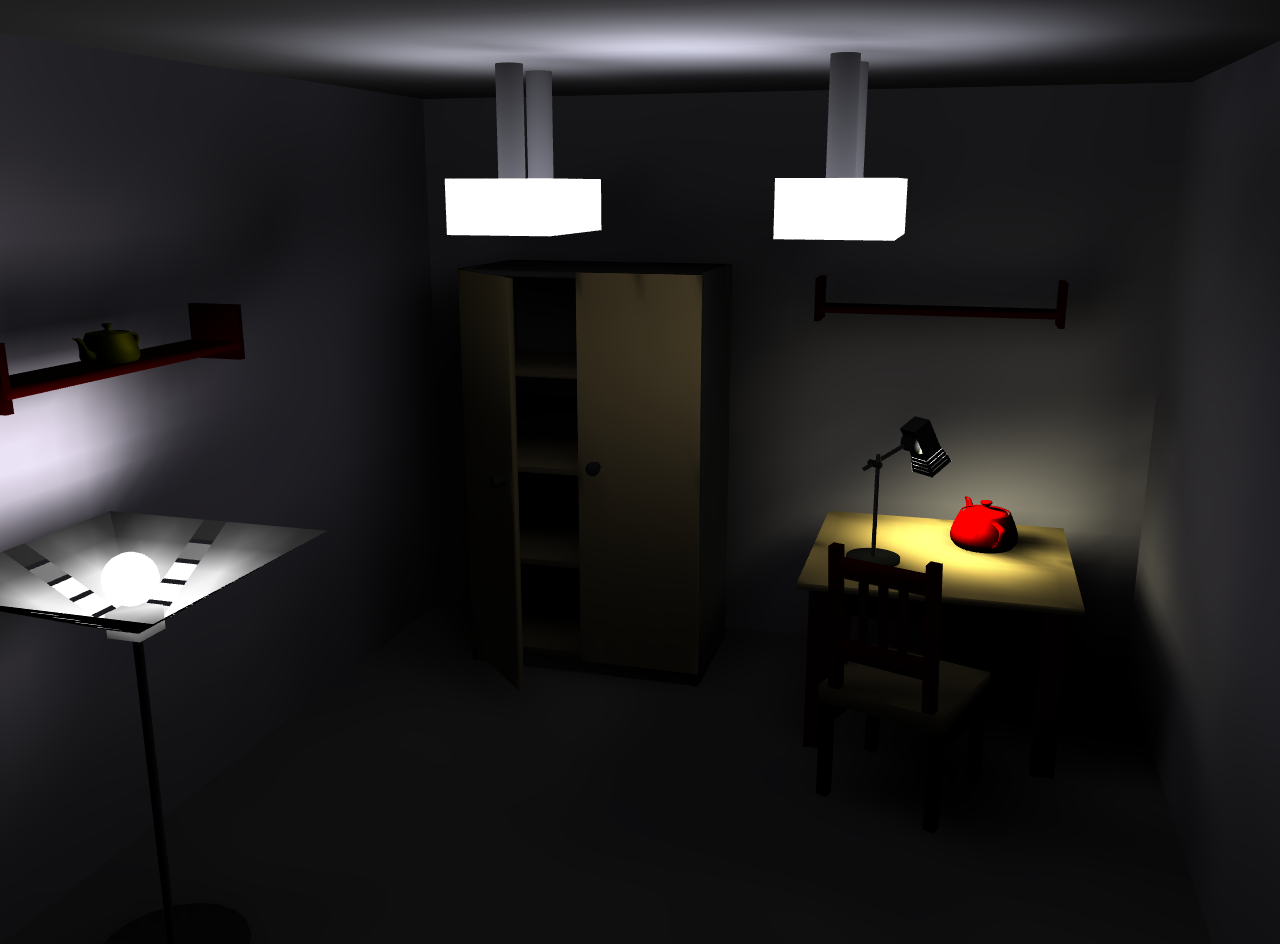
Scéna počítaná radiozitou (0. krok výpočtu). Všimněte si, že na některá místa (pod stolem a pod židlí) nemůže světlo přímo dopadat.
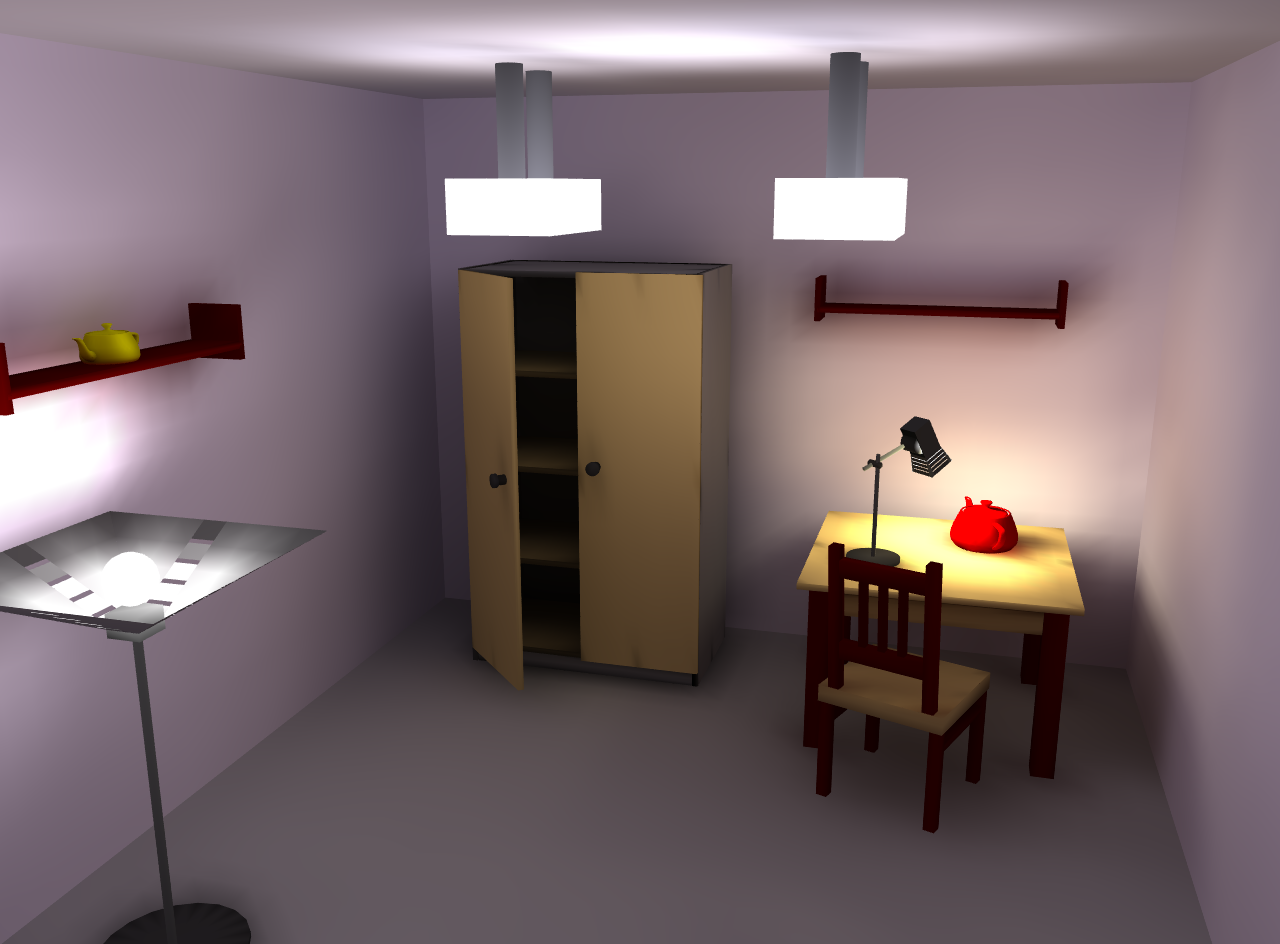
Tatáž scéna spočítaná radiozitou. Přestože světlo na některá místa nemohlo dopadat, jsou osvětlena odrazem od okolních ploch (stěn).